# Vizcondado de Rueda
El Vizcondado de Rueda es un título nobiliario español creado el 30 de marzo de 1366 por el rey de Aragón Pedro IV a favor de Francisco Perellós. Vizconde de Rueda, Señor de Conflent y de las baronías de Ceret y Millars, en el Rosellón, Consejero y Camarlengo del rey, Capitán General y Almirante.
Su denominación hace referencia a la localidad de Rueda de Jalón, en la provincia de Zaragoza, Comunidad Autónoma de Aragón.

## Vizcondes de Rueda
|                                       | Titular                                   | Periodo                         |
| Creación por Pedro IV de Aragón       | Creación por Pedro IV de Aragón           | Creación por Pedro IV de Aragón |
| ------------------------------------- | ----------------------------------------- | ------------------------------- |
| I                                     | Francisco de Perellós                     | 1366-1369                       |
| II                                    | Ramón de Perellós                         | 1369-1393                       |
| Compraventa por Lope Ximénez de Urrea |                                           |                                 |
| I                                     | Lope Ximenez de Urrea                     | 1393-1403                       |
| II                                    | Pedro Ximénez de Urrea y Pérez            | 1403-1421                       |
| III                                   | Lope Ximenez de Urrea y Bardaxí           | 1421-1475                       |
| IV                                    | Lope Ximénez de Urrea y Centelles         | 1475-1490                       |
| V                                     | Miguel Ximénez de Urrea y de Híjar        | 1490-1546                       |
| VI                                    | Juan Ximénez de Urrea y Toledo            | 1546-1586                       |
| VII                                   | Luis Ximénez de Urrea y Aragón            | 1586-1593                       |
| VIII                                  | Antonio Ximénez de Urrea y Manrique       | 1593-1654                       |
| Rehabilitación por Alfonso XIII       |                                           |                                 |
| XVIII                                 | José María de Arróspide y Álvarez         | 1917-1927                       |
| XIX                                   | María del Carmen de Arróspide y Arróspide | 1927-1973                       |
| XX                                    | José de Silva y Arróspide                 | 1973-actual titular             |

## Historia de los Vizcondes de Rueda
- Francisco de Perellós, I vizconde de Rueda.
- Ramón de Perellós, hijo de Francisco y casado con Sevilia II vizconde de Rueda.
Lope Ximénez de Urrea compró el título en 1393 a Ramón de Perellós.
- Lope Ximénez de Urrea, I vizconde de Rueda
Casó con Sancha Pérez de Lagunillas. Le sucedió su hijo primogénito:
- Pedro Ximénez de Urrea, II vizconde de Rueda
Casó con María de Bardaxí. Le sucedió su hijo:
- Lope Ximénez de Urrea y Bardaxí, IV vizconde de Rueda.
Casó con Catalina de Centelles. Le sucedió su hijo:
- Lope Ximénez de Urrea y Centelles, V vizconde de Rueda
Casó con Catalina de Híjar, hija de Juan Fernández de Híjar y Cabrera, I duque de Híjar, y de Catalina de Beaumont. Le sucedió su hijo:
- Miguel Ximénez de Urrea y de Híjar, VI vizconde de Rueda
Casó con Aldonza de Cardona, hija de Juan Ramón Folch IV de Cardona, I duque de Cardona, y Aldonza Enríquez. Le sucedió su nieto:
- Juan Ximénez de Urrea y Toledo, VII vizconde de Rueda.
Casó con Isabel de Aragón y Cardona, hija de Alfonso de Aragón y Portugal, II duque de Segorbe, y de Juana Folch de Cardona, III duquesa de Cardona. Le sucedió su hijo:
- Luis Ximénez de Urrea y Aragón, VIII vizconde de Rueda.
Casó con Blanca Manrique de Lara, hija de Luis Fernández Manrique, IV marqués de Aguilar de Campoó, y de Ana de Mendoza y Aragón. Le sucedió su hijo:
- Antonio Ximénez de Urrea y Manrique, IX vizconde de Rueda
Rehabilitado en 1917 por:
José María de Arróspide y Álvarez (n. en 1877), XVIII vizconde de Rueda, III duque de Castro-Enríquez, XI conde de Plasencia), XII vizconde de Perellós (rehabilitado a su favor en 1917), barón de Bétera (por rehabilitación a su favor en 1917), barón de la Daya (por rehabilitación a su favor en 1917).
1. Casó con María de los Dolores de Arróspide y Ruiz del Burgo.

María del Carmen de Arróspide y Arróspide, XIX vizcondesa de Rueda.
1. Casó con José de Silva y Goyeneche. Le sucedió, en 1973, su hijo:

José de Silva y Arróspide, XX vizconde de Rueda.
1. Casó con María Teresa de Aguilar y Lafont, IV condesa de Aguilar.